# Osoi, Cluj
Osoi este un sat în comuna Recea-Cristur din județul Cluj, Transilvania, România.

## Lăcașuri de cult
- Biserica de lemn „Sf. Arhangheli Mihail și Gavriil” din 1800, cu picturi pe pereții interiori datând din 1821.

## Bibliografie

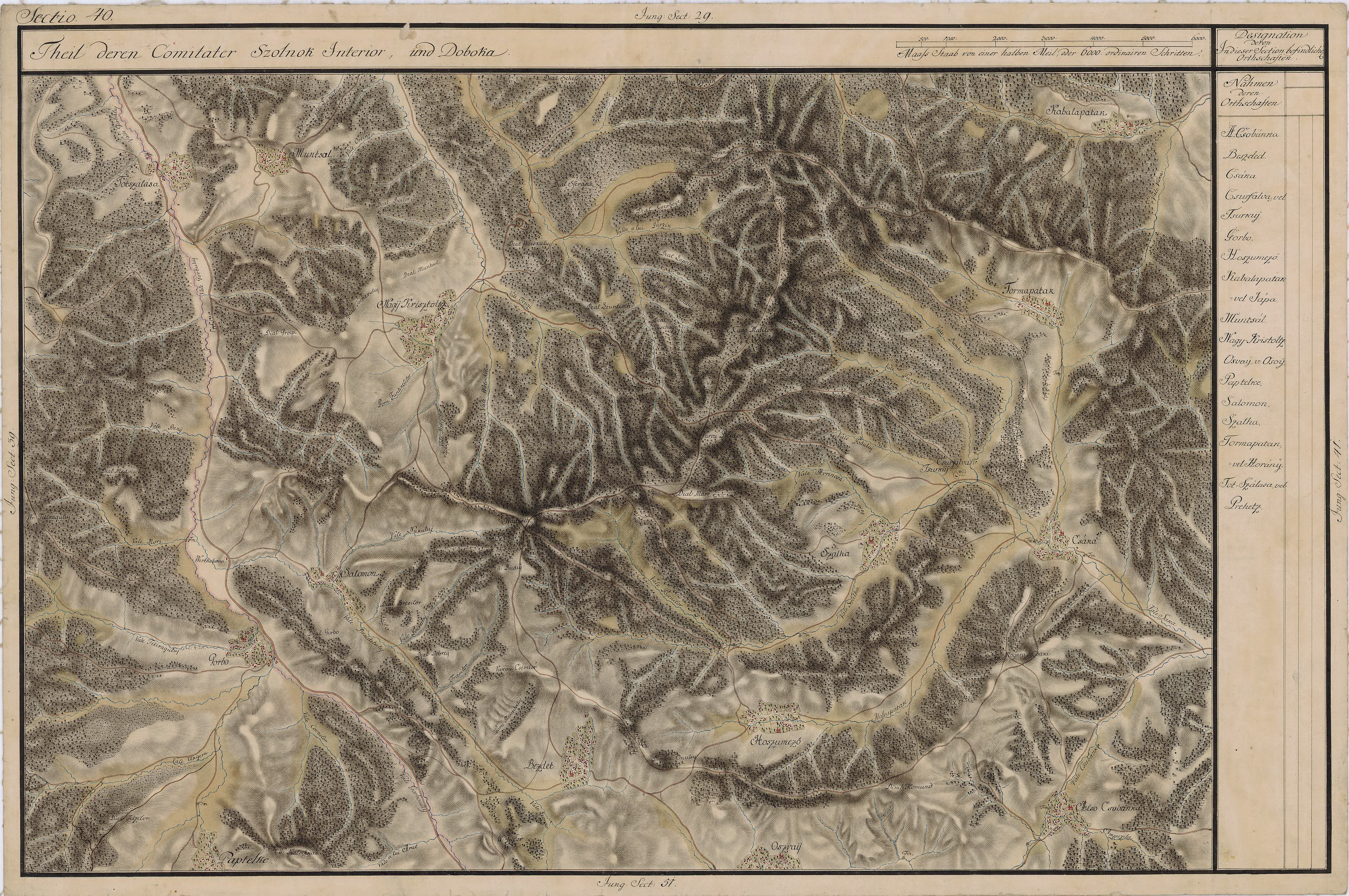
Osoi în Harta Iosefină a Transilvaniei, 1769-1773

## Imagini

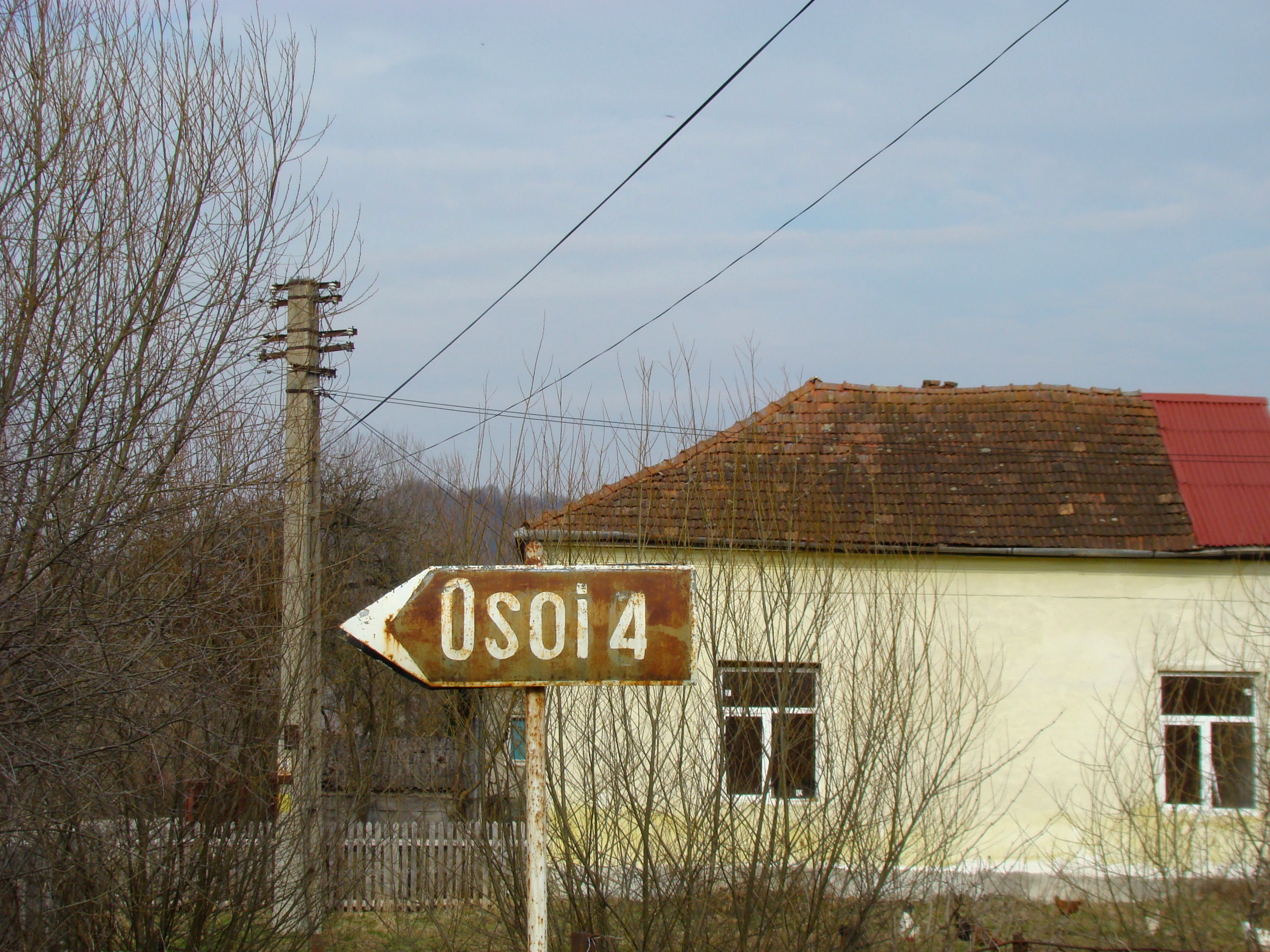
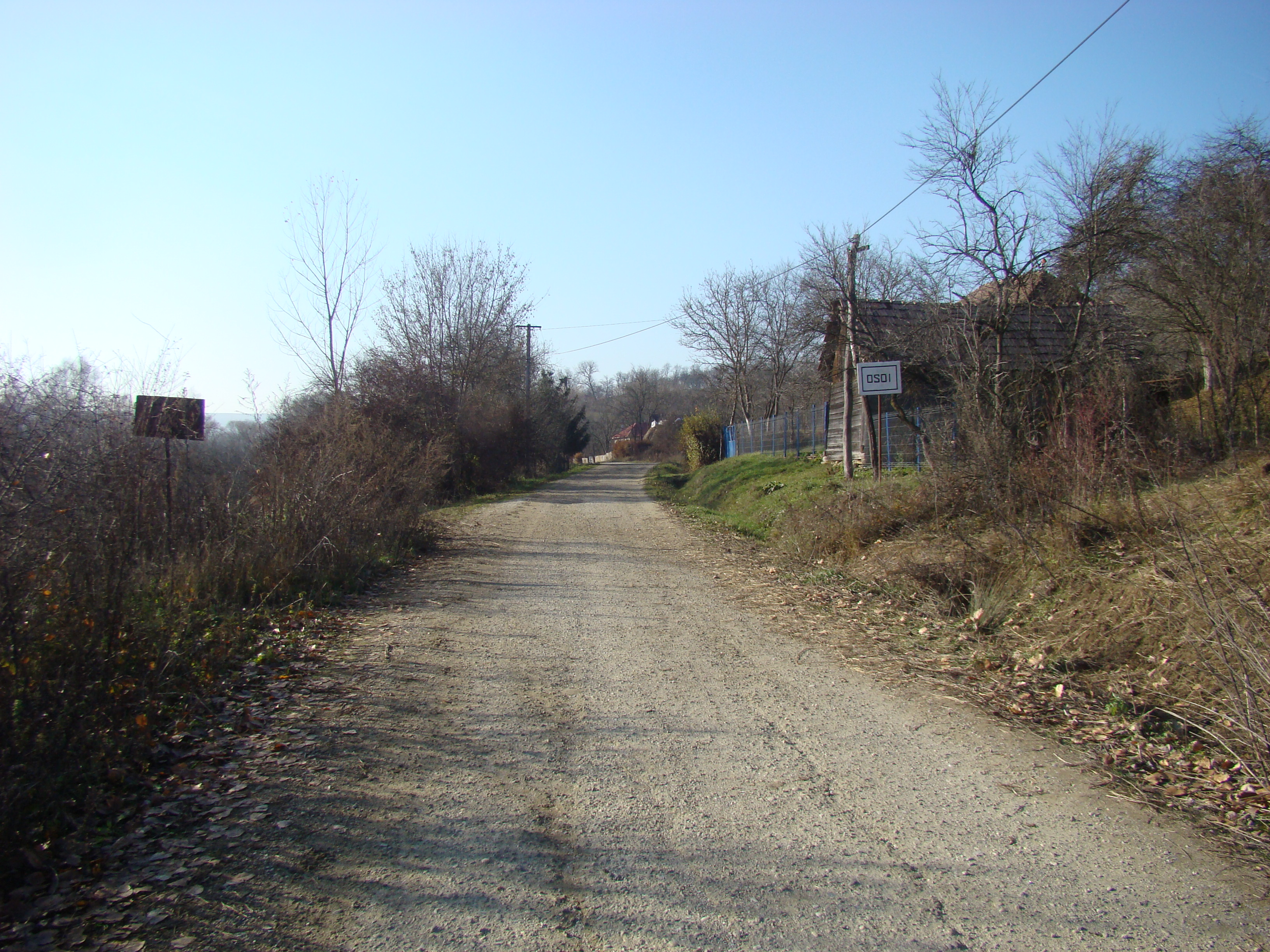
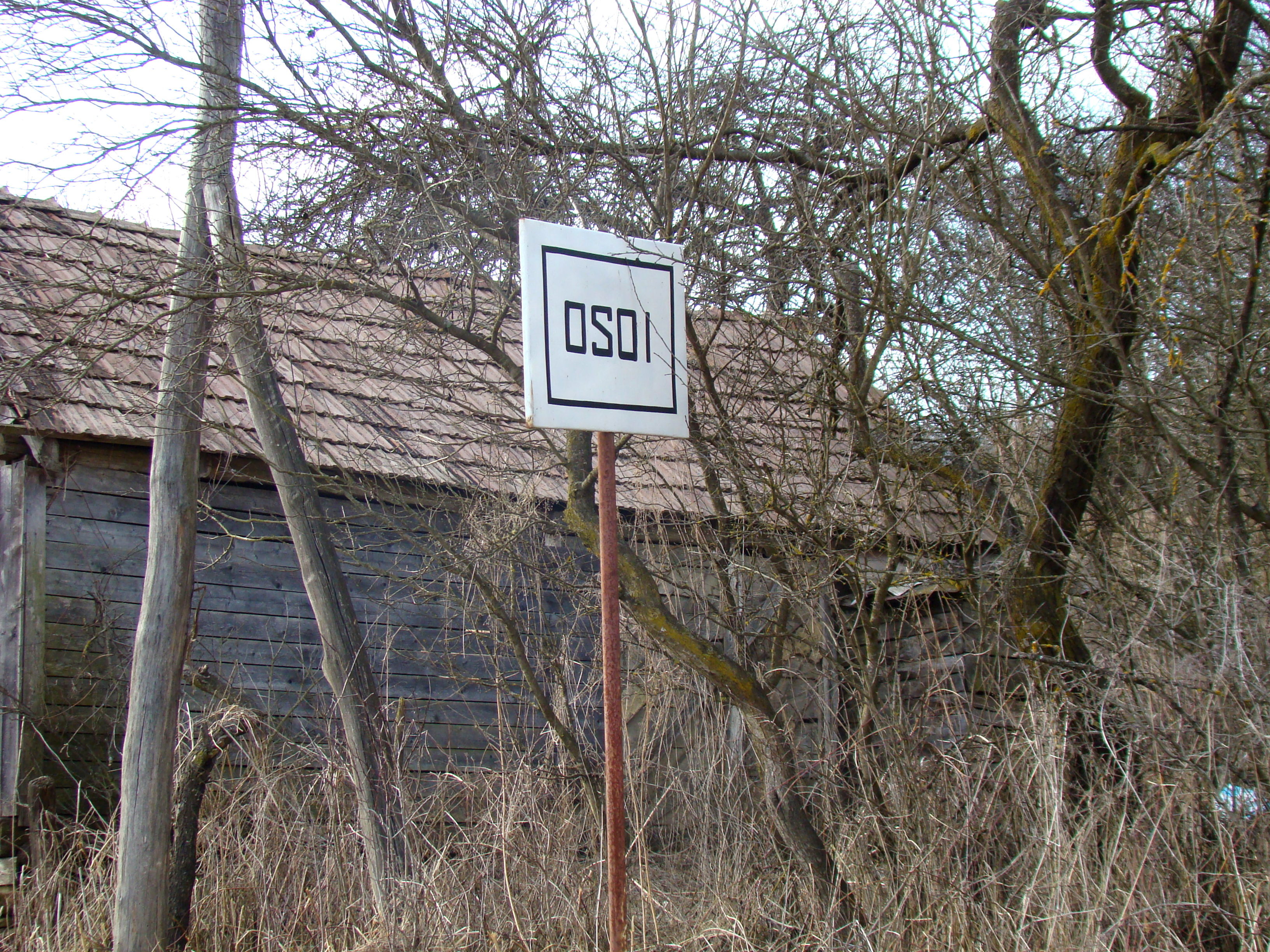
Intrarea în localitate
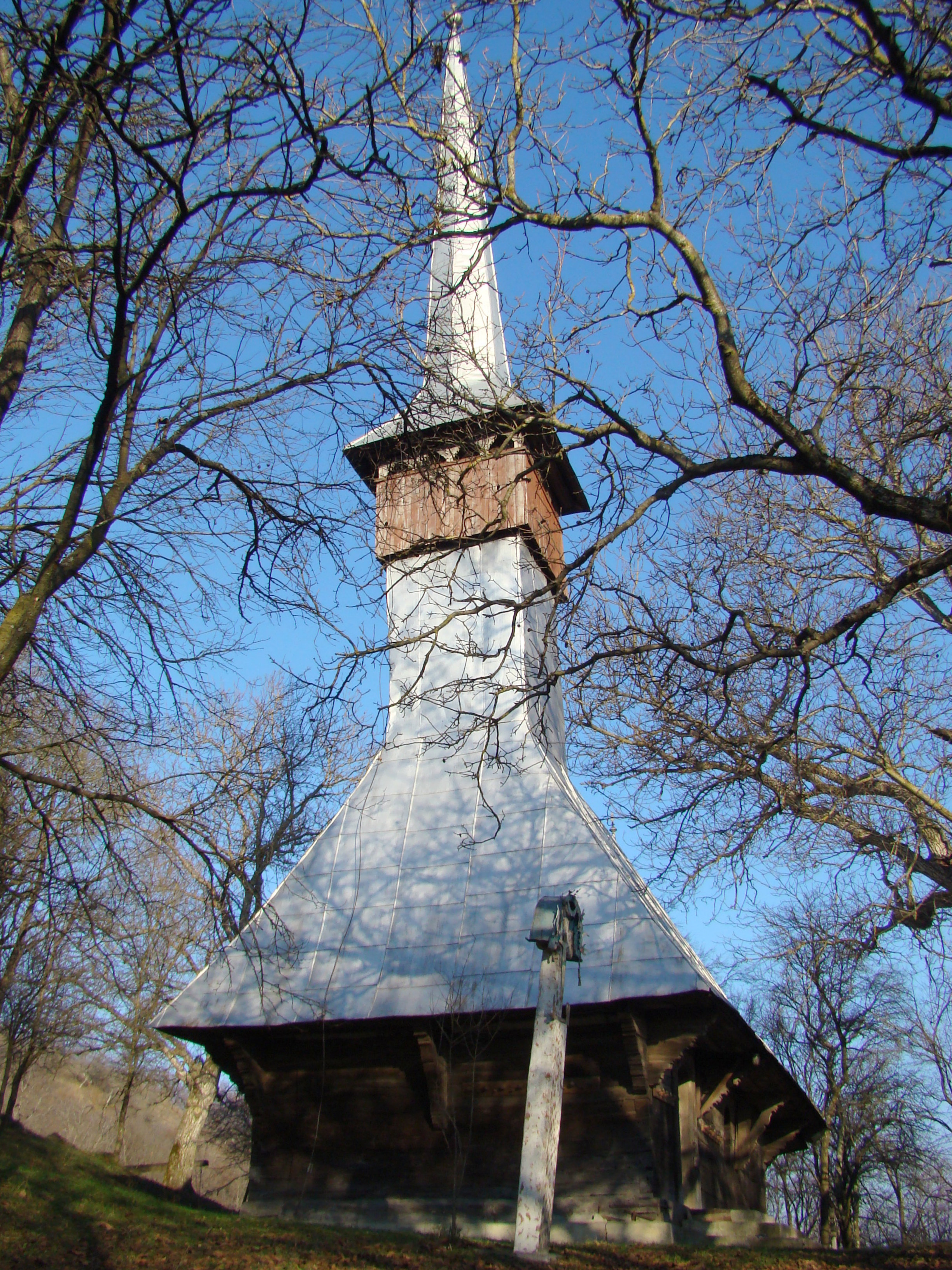
Biserica de lemn „Sfinții Arhangheli Mihail și Gavriil”
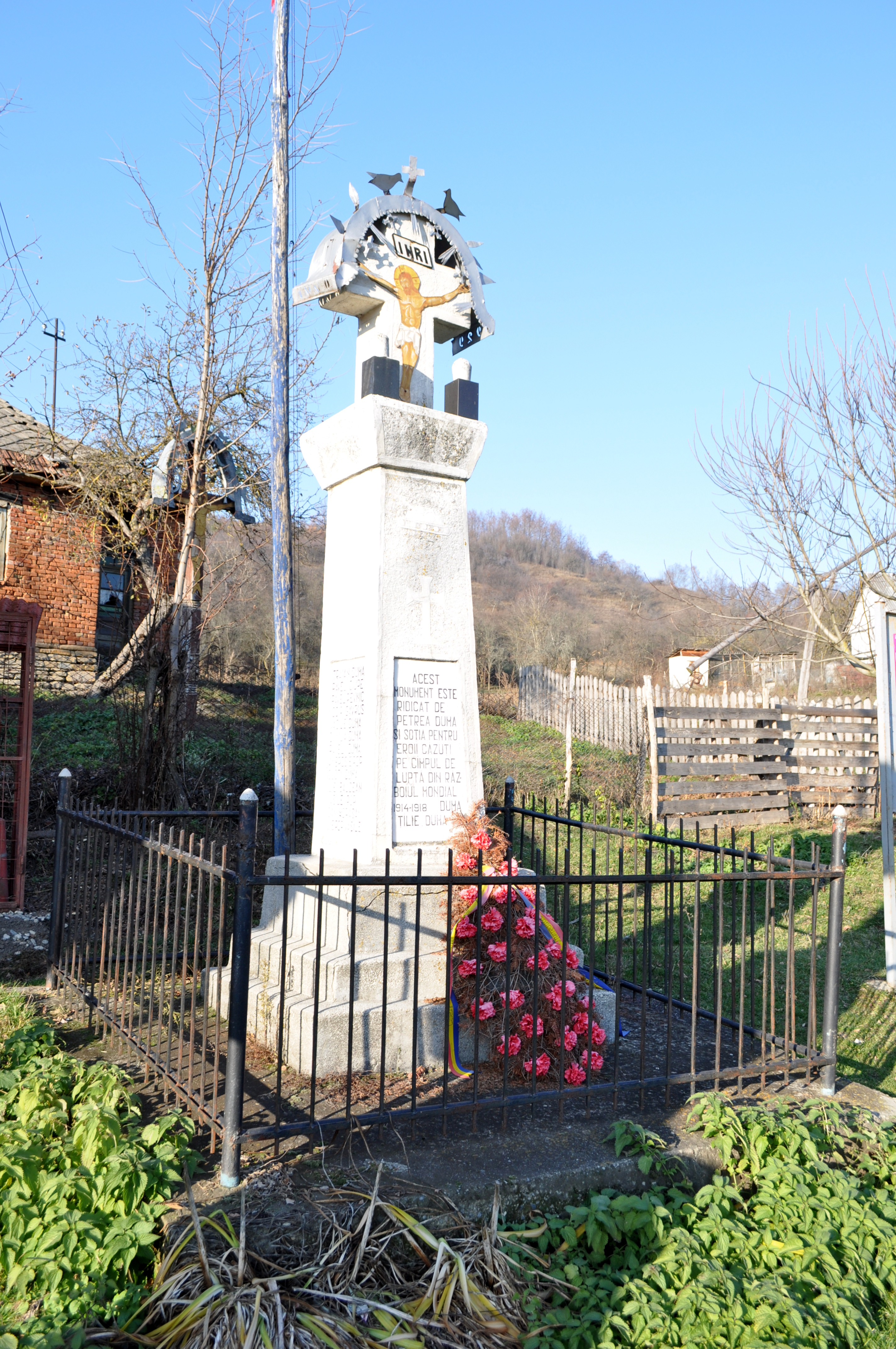
Monumentul Eroilor
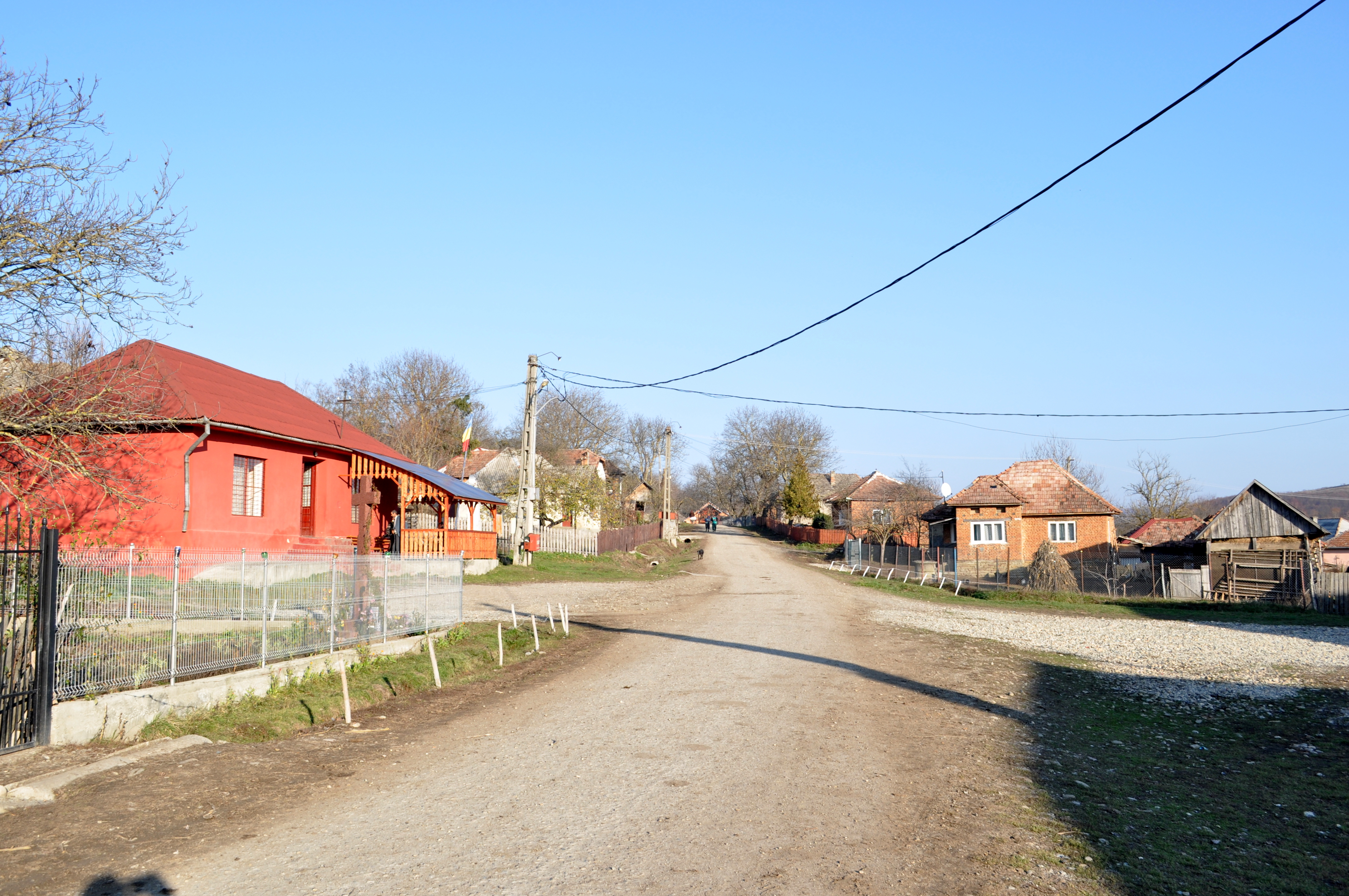
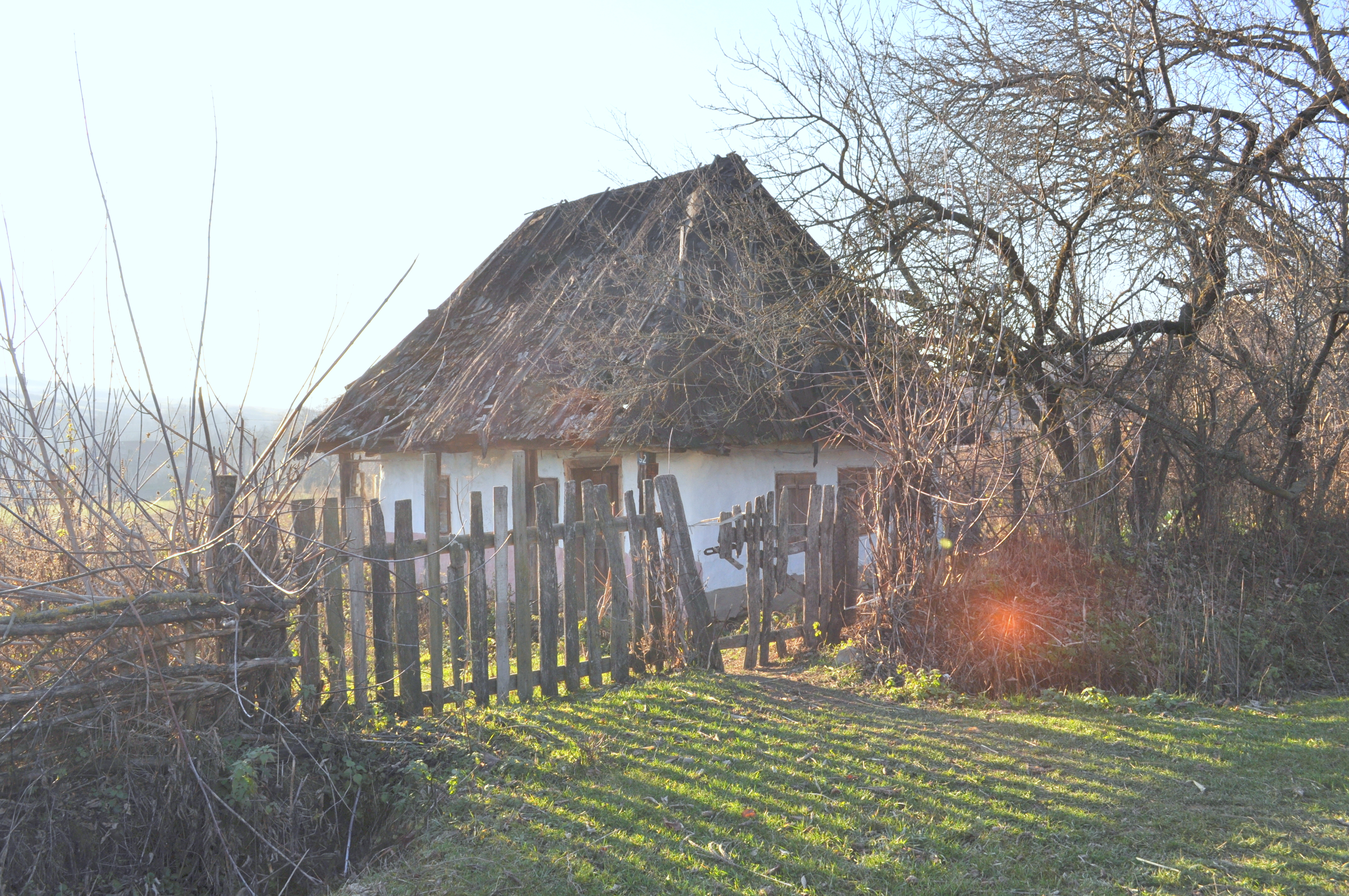
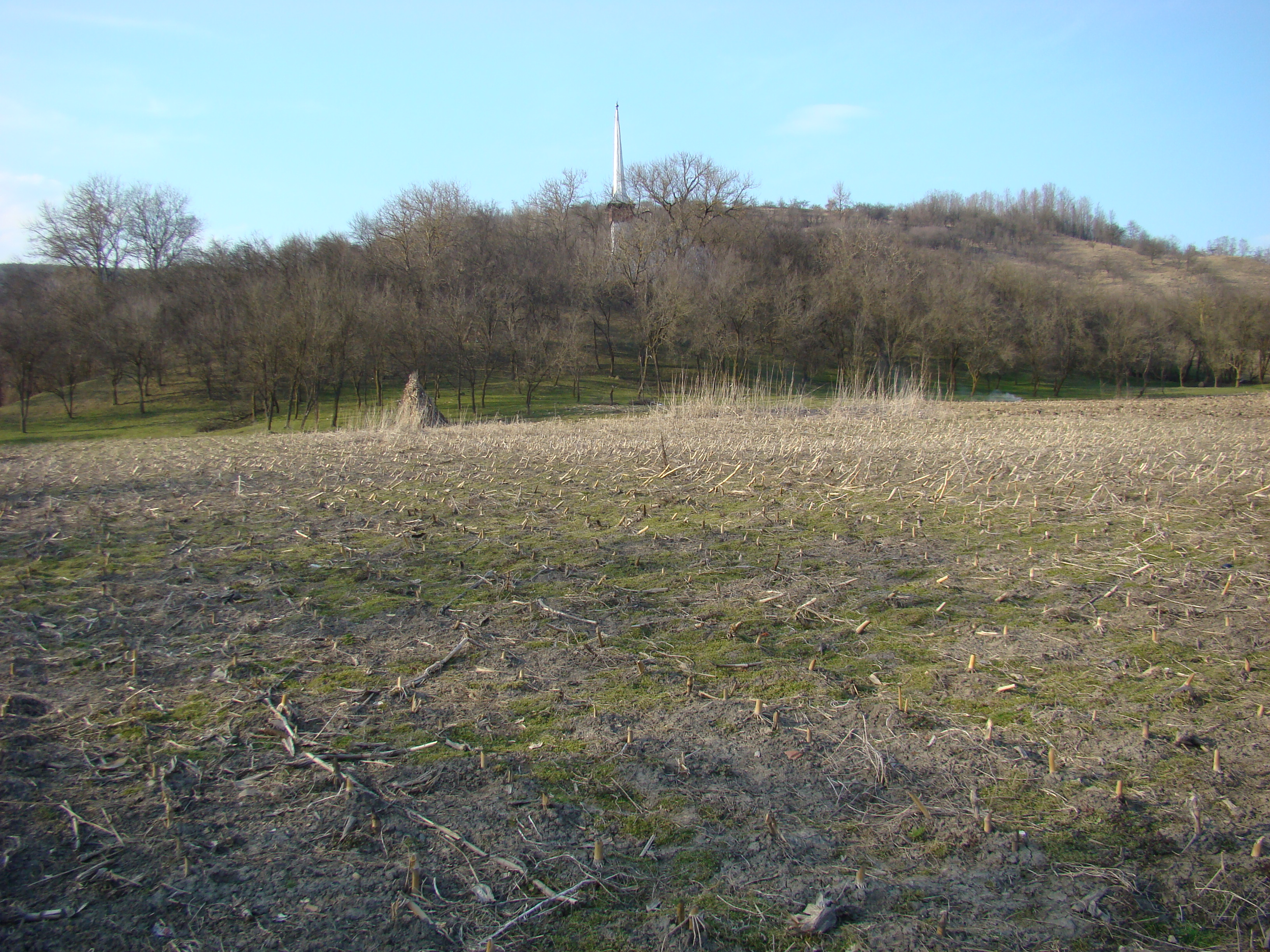
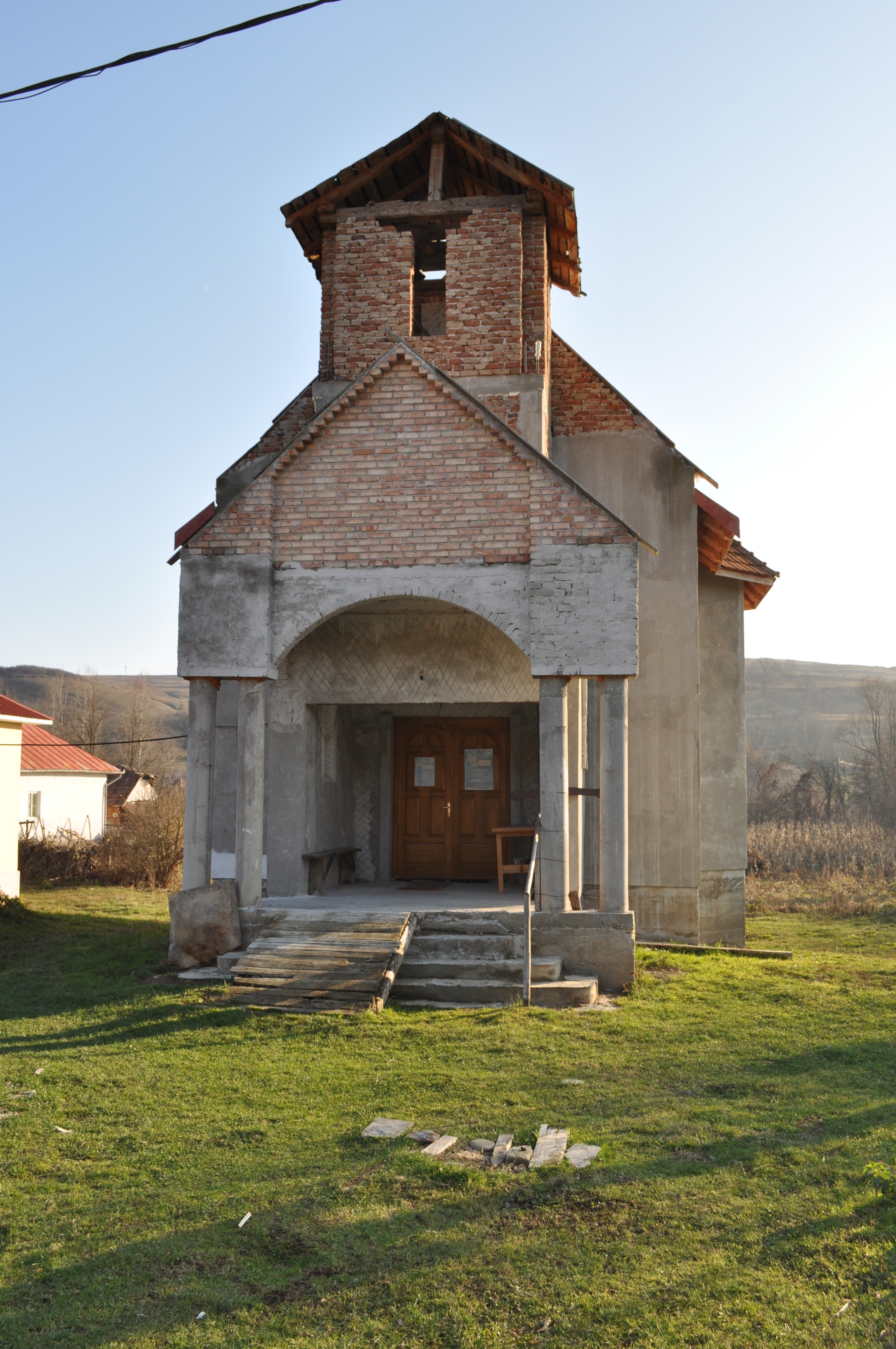
Noua biserică ortodoxă, încă nefinalizată
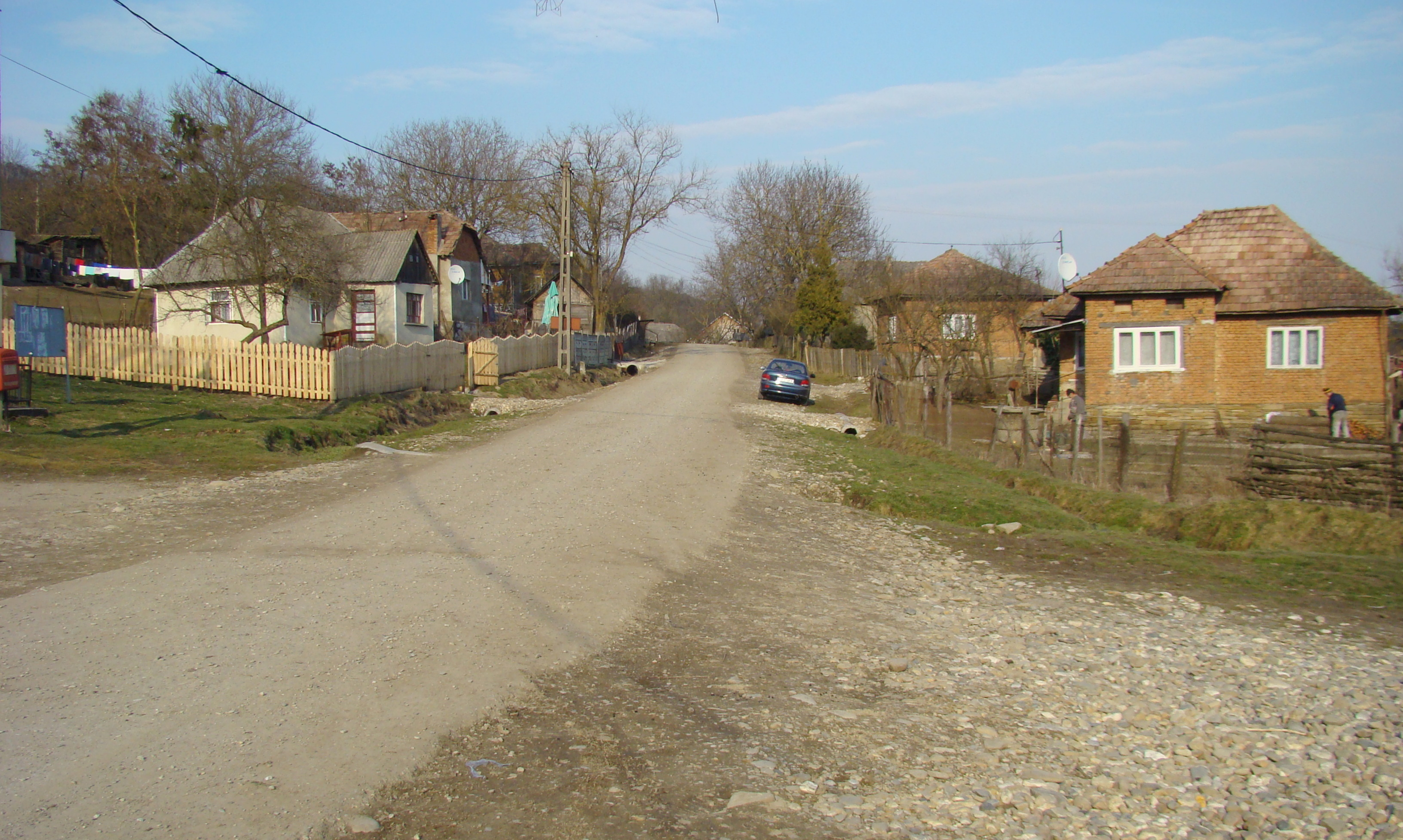